# St. Thekla und St. Lioba (Prichsenstadt)

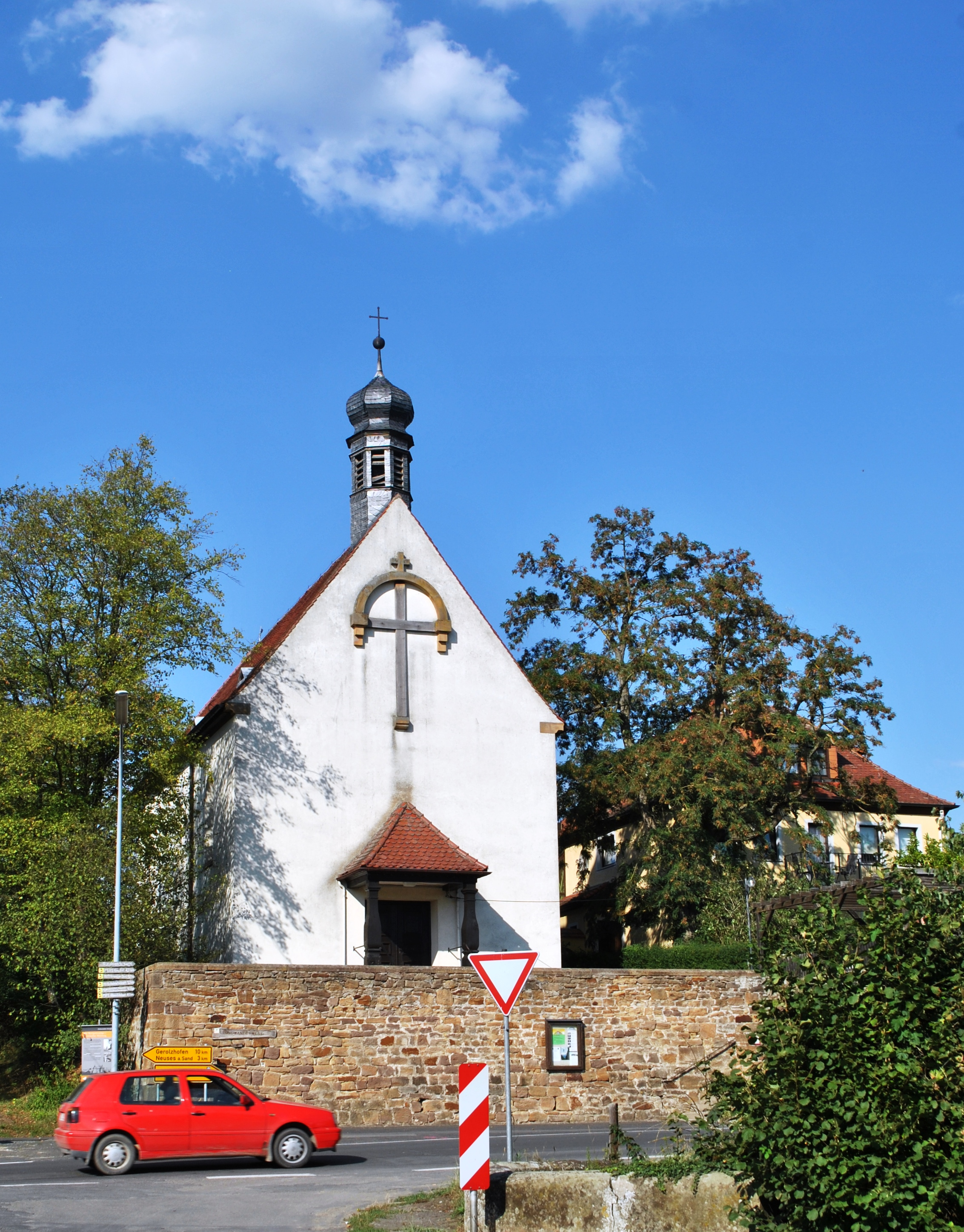
Die katholische Kirche in Prichsenstadt

Die Filialkirche St. Thekla und St. Lioba ist das Gotteshaus der katholischen Gemeinde in der unterfränkischen Stadt Prichsenstadt. Sie liegt am Rande der mittelalterlichen Altstadt an der sogenannten Herrgottssteige. Die Kirche ist heute Teil des Dekanats Kitzingen.

## Geschichte
Die Geschichte einer Kirchengemeinde in Prichsenstadt beginnt mit dem Jahr 1353. Am 15. Januar dieses Jahres errichtete der Würzburger Fürstbischof Albrecht II. von Hohenlohe eine eigenständige Pfarrei in der Gemeinde. Zuvor waren die Gläubigen von Stadelschwarzach aus seelsorgerisch betreut worden. Die Dorfherren, die Fuchs von Dornheim, hatten das Gotteshaus mit reicher Ausstattung versorgt, sodass die Aufwertung unumgänglich war.
Mit dem Jahr 1528 führten dann die Markgrafen von Brandenburg, sie hatten das Dorf im Jahr 1367 zur Stadt erhoben, die Reformation in Prichsenstadt ein. Die katholischen Bürger mussten den Ort verlassen. Sie konnten erst während des Dreißigjährigen Krieges zurückkehren, als Prichsenstadt zeitweise von katholischen Kaiserlichen besetzt war. In der Folgezeit festigte sich die lutherische Religion dann endgültig in der kleinen Stadt.
Zu Beginn des 20. Jahrhunderts siedelten sich Katholiken in den neuentstandenen Wohngebieten außerhalb des Mauerrings der Altstadt an. Man erkannte die Notwendigkeit eines Kirchenbaus und legte am 3. Januar 1928 den Grundstein zur Kirche St. Thekla und St. Lioba. Am 7. Juli 1929 weihte Bischof Matthias Ehrenfried das Gotteshaus. Die Kirche wurde in den Jahren 1975 und 1990 außen und innen renoviert. Das Bayerische Landesamt ordnet die Kirche als Baudenkmal ein.

## Beschreibung
Die Kirche St. Thekla und St. Lioba präsentiert sich als einfacher Saalbau des Jahres 1929. Sie wurde mit einem zweisäuligen Vorbau aus Holz ausgestattet, ebenso brachte man ein Holzkreuz an der Fassade an. Die Kirche ist nicht geostet, sondern wurde nach Nordosten ausgerichtet. Auf der Südwestseite ziert ein Dachreiter den Bau. Das Langhaus weist drei Fensterachsen auf, eine Sakristei wurde südöstlich vom Chor errichtet. Baumeister der Kirche war der Würzburger Kaspar Jaeger.

## Ausstattung

### Glocken
Die Kirche besitzt ein zweistimmiges Geläut. Ursprünglich wurden die Glocken zur Zeit der Erbauung der Kirche in den Glockenstuhl gehängt. Während des Zweiten Weltkriegs wurde jedoch die größere der beiden Glocken eingeschmolzen. Erst im Jahr 1955 konnte für Ersatz gesorgt werden.
| Gießer                 | Grundton | Gussjahr | Durchmesser in Zentimeter |
| ---------------------- | -------- | -------- | ------------------------- |
| Karl Czudnochowsky     | g‘‘      | 1955     | 60                        |
| Glockengießerei Ulrich | h‘‘      | 1929     | 40                        |

### Weitere Ausstattung
Die Ausstattung kam weitgehend zur Zeit der Errichtung in das Gotteshaus. Der Hochaltar wurde von Josef Gerngras aus Würzburg im Jahr 1929 geschaffen. Zentral ist der Tabernakelaufbau zu erkennen, ein Relief zeigt einen Anbetungsengel. Seitlich wurden die Reliefs der Heiligen Thekla, Bonifatius, Lioba von Tauberbischofsheim und Kilian angebracht. Ein Lindenholzrelief über dem Altar, ebenfalls von Gerngras errichtet, zeigt die heiligste Dreifaltigkeit.
Der Taufstein der Kirche ist ebenfalls aus dem Jahr 1929. Der Architekt der Kirche, Kaspar Jaeger, schuf ihn. Die Kanzel, aus Holz, entstammt der Werkstatt von Adam Hofmann aus Würzburg. Ein Kreuzweg, dessen Stationen das Kircheninnere durchziehen, wird dem 20. Jahrhundert zugeordnet. Die Kirche besitzt zudem eine kleine elektrische Orgel für die musikalische Untermalung des Gottesdienstes.